# Matthias Rothmund

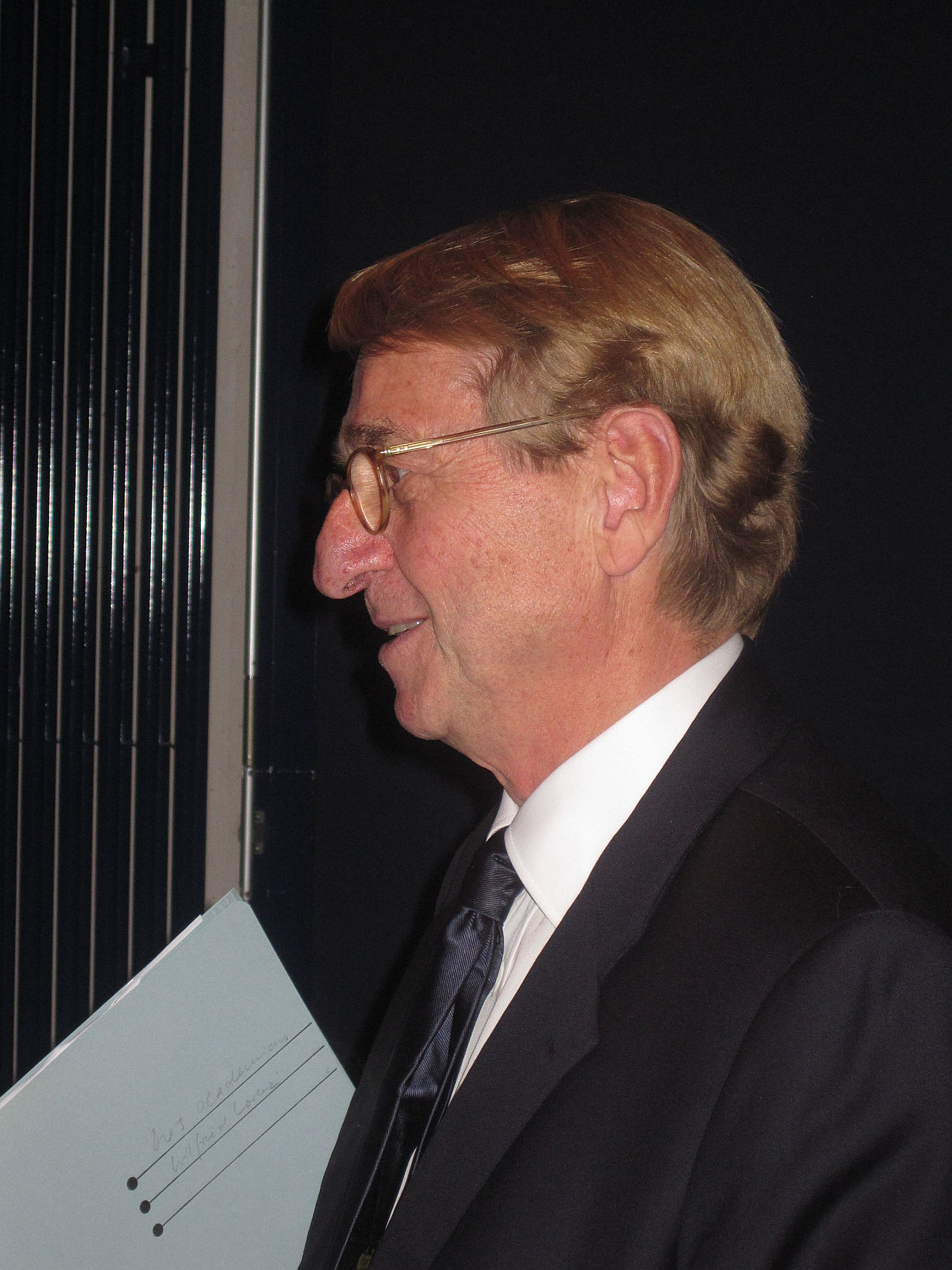
Matthias Rothmund (2010)

Matthias Rothmund (* 15. April 1942 in Darmstadt) ist ein deutscher Chirurg und Hochschullehrer, der als Forscher und Mediziner national und international große Reputation erwarb.

## Leben
Rothmund studierte von 1963 bis 1968 in Mainz und Innsbruck Humanmedizin. Sein Staatsexamen bestand er 1968, zwei Jahre später wurde er promoviert und arbeitete fortan an der Chirurgischen Universitätsklinik Mainz. Den Titel Facharzt für Chirurgie erwarb er 1975, nur ein Jahr darauf gefolgt von der Habilitation. Im Jahr 1978 wurde er Oberarzt, 1979 erhielt er die Professur als Beamter auf Lebenszeit.
Von 1987 bis 2008 übernahm er als C4-Professor die Leitung der Klinik für Viszeral-, Thorax- und Gefäßchirurgie an der Philipps-Universität Marburg. Im Jahr 2008 wurde der Mediziner an der Universität Marburg emeritiert, übernahm aber bis Ende 2013 die Verantwortung als hauptamtlicher Dekan des Fachbereichs Medizin. 2015 erhielt er die Euricius Cordus Medaille des Fachbereiches Medizin der Philipps-Universität Marburg für seine Verdienste.
Rothmund war Mitglied und vielfach Vorstand oder Präsident in fünf deutschen und vier internationalen wissenschaftlichen chirurgischen Fachgesellschaften. Während der Jahre 2003/2004 war er Präsident der Deutschen Gesellschaft für Allgemein- und Viszeralchirurgie (DGAV). In der fachübergreifenden Deutschen Gesellschaft für Chirurgie war er 1996–2011 Präsidiumsmitglied und 2004/2005 Präsident. Seit 2010 ist er in dieser Gesellschaft Senator auf Lebenszeit.
Von 1994 bis 1998 war Rothmund Gutachter für die DFG. Von 2000 bis 2007 war er Mitglied des Medizinausschusses und von 2007 bis 2010 Mitglied des Forschungsbauten-Ausschusses des Wissenschaftsrates. 2002 bis 2008 war er Mitglied des International Relations Committee des American College of Surgeons. Für drei Jahre (2005–2008) übernahm er ehrenamtlich Verantwortung als Vorstandsmitglied des „Aktionsbündnis Patientensicherheit“. Von 2007 bis 2012 war er Mitglied des Verwaltungsrates des Klinikums der Universität Jena und von 2013 bis 2018 Mitglied des Hochschulrates der Universität des Saarlandes.
Von 1987 bis 2008 hatte er die Schriftleitung der in Stuttgart erscheinenden Deutschen Medizinischen Wochenschrift inne und von 1990 bis 2010 die Herausgeberschaft der Fachzeitschrift „Der Chirurg“ aus Heidelberg; ebenfalls von 1991 bis 2007 die der Heidelberger Zeitschrift Langenbecks Archiv für Chirurgie. Von 1991 bis 2001 war Rothmund im Beirat des New Yorker World Journal of Surgery. Beim renommierten British Journal of Surgery war er 1994–2008 tätig, davon 2004–2008 als verantwortlicher Herausgeber und „Vice Chairman“.

## Auszeichnungen
- 1977 von Langenbeck-Preis der Deutschen Gesellschaft für Chirurgie
- 2002 Mitglied der Nationalen Akademie der Wissenschaften Leopoldina[3]
- 2003 European Surgical Association (Fellow und Council Member)
- 2004 Association of Surgeons of Great Britain and Ireland (Ehrenmitglied)
- 2004 Richard von Volkmann Medaille der Mitteldeutschen Chirurgenvereinigung
- 2006 L’Académie Française de Chirurgie (Korrespondierendes Mitglied)
- 2007 Royal College of Surgeons of Edinburgh (Ehrenmitglied)
- 2008 European Society of Endocrine Surgery (Ehrenmitglied)
- 2008 1. Deutscher Qualitätspreis Gesundheit 2008[4]
- 2009 Association Française de Chirurgie (Ehrenmitglied)
- 2010 Rudolf-Zenker-Preis der Deutschen Gesellschaft für Chirurgie[5]
- 2015 Euricius Cordus-Medaille des Fachbereichs Medizin der Philipps-Universität, Marburg